# Mécheria
Ne doit pas être confondu avec Mechri.
Mécheria ou Mecheria (arabe : المشرية) est une commune de la wilaya de Naâma en Algérie. Située dans l'ouest algérien, elle est considérée comme l'un des carrefours qui relient le sud algérien à l'Oranie.
Elle est la commune la plus peuplée de la wilaya de Naâma, et l'une des plus importantes agglomérations urbaines de la steppe Oranaise.

## Toponymie
Mécheria signifie « achetée », en référence aux terrains de statut privé.

## Géographie

### Situation
La commune couvre une superficie de 736,25 km2, son territoire se situe au Nord-Est de la wilaya de Naâma, à 101 km d'Ain Sefra, 260 km de Tlemcen, 229 km d'Oran, et à 154 km de Saïda.
Elle est dominée par le Djebel Antar qui culmine à 1721 m.
|  | El Biod  |                                             |
|  | Mécheria | El Mehara, Tousmouline (wilaya d'El Bayadh) |
|  | Naâma    |                                             |

### Localités
En 1984, la commune de Mécheria  est constituée à partir des localités suivantes : Mecheria ville et Oglat Sendane.

### Climat
Le climat à Mécheria est semi-aride. La classification de Köppen est de type BSk. La température moyenne est de 15.8 °C et la moyenne des précipitations annuelles ne dépasse pas 300 mm.
| Mois                              | jan. | fév. | mars | avril | mai  | juin | jui. | août | sep. | oct. | nov. | déc. | année |
| --------------------------------- | ---- | ---- | ---- | ----- | ---- | ---- | ---- | ---- | ---- | ---- | ---- | ---- | ----- |
| Température minimale moyenne (°C) | 1,7  | 2,5  | 4,7  | 7,6   | 11   | 16   | 20,4 | 20,4 | 15   | 10,4 | 5,3  | 2,6  |       |
| Température moyenne (°C)          | 6,4  | 7    | 10   | 14    | 17,5 | 23   | 27   | 27   | 22   | 16   | 10   | 6,6  | 15,8  |
| Température maximale moyenne (°C) | 11,1 | 13   | 16,4 | 20,5  | 23,8 | 29,9 | 34,9 | 34,3 | 29,3 | 21,9 | 15,1 | 10,7 |       |
| Précipitations (mm)               | 20   | 22   | 32   | 27    | 23   | 15   | 5    | 9    | 28   | 26   | 35   | 26   | 268   |

| Diagramme climatique                                  |         |           |           |          |          |           |           |          |            |           |           |
| J                                                     | F       | M         | A         | M        | J        | J         | A         | S        | O          | N         | D         |
| 11,11,720                                             | 132,522 | 16,44,732 | 20,57,627 | 23,81123 | 29,91615 | 34,920,45 | 34,320,49 | 29,31528 | 21,910,426 | 15,15,335 | 10,72,626 |
| Moyennes : • Temp. maxi et mini °C • Précipitation mm |         |           |           |          |          |           |           |          |            |           |           |

## Histoire

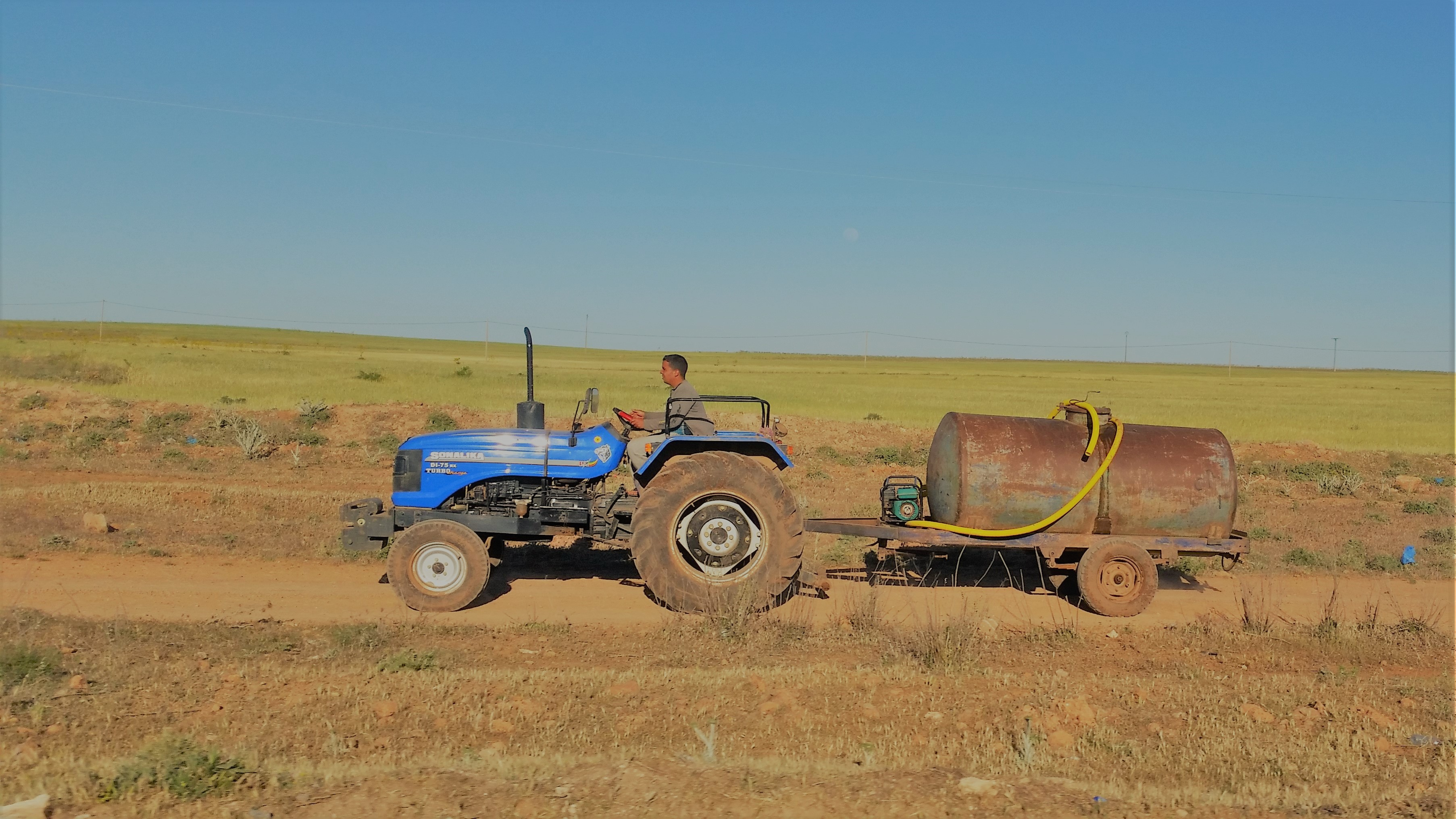
Tracteur aux environs de Méchria.

La région de Mécheria est le territoire de la confédération des Hmyanes. Dans la période précoloniale, c'était des terres arch, utilisées par les tribus de nomades éleveurs pour la pratique collective des pâturages. Les tribus Hmyanes effectuaient des migrations temporaires pour alimenter leur cheptel. Du printemps à la fin de l'automne, ils se rapprochaient du Tell. Ils partaient ensuite, vers le Sahara, puis, ils remontaient au printemps. Leur territoire n'était pas fermé, il recevait quelques tribus durant certaines périodes de l'année.
Mécheria était un lieu de stationnement des tribus makhzen qui, selon un droit d'usage, ils avaient l'autorité reconnue par le beylik sur certaines terres arch. La localité de Mécheria est créée en 1882, elle devient le lieu de fixation des nomades notamment de la tribu des Hmyanes.
Après la départementalisation du Sahara algérien en 1957, la commune mixte de Mécheria est détachée des Territoires du Sud, et est intégrée au département de Saïda. L'arrondissement de Mécheria est créé en 1958 et la localité est érigée en commune en 1959.

## Démographie
Selon le recensement général de la population et de l'habitat de 2008, la population de la commune de Mécheria est évaluée à 66 465 habitants, dont 65 043 habitants dans l'agglomération principale. Elle est la commune la plus peuplée de la wilaya de Naâma, et l'une des plus importantes agglomérations urbaines de la steppe Oranaise.
| 1977   | 1998   | 2008   |
| ------ | ------ | ------ |
| 21 295 | 52 159 | 65 043 |

## Administration
En 1969, à la suite d'une réforme territoriale, elle est le chef-lieu d'une des quatre daïras de la nouvelle wilaya de Saïda, alors département auparavant. En 1984, elle est rattachée à la wilaya de Naama nouvellement créée. Naâma, petite localité rurale, a été choisie comme chef-lieu de la wilaya à la suite d'un sérieux conflit opposant Mécheria à Aïn Sefra, les deux villes étaient aptes à accéder à ce niveau hiérarchique.
En 2019, le gouvernement algérien a annoncé la création de la wilaya déléguée de Mécheria.
Fin 2019, le président de l'APC est placé en détention provisoire sur la base d'accusations d'« abus de pouvoir, de faux et usage de faux, d'infraction à la législation en vigueur dans la conclusion des marchés publics, de dilapidation de deniers publics et d'attribution de privilèges injustifiés à autrui ».

## Économie

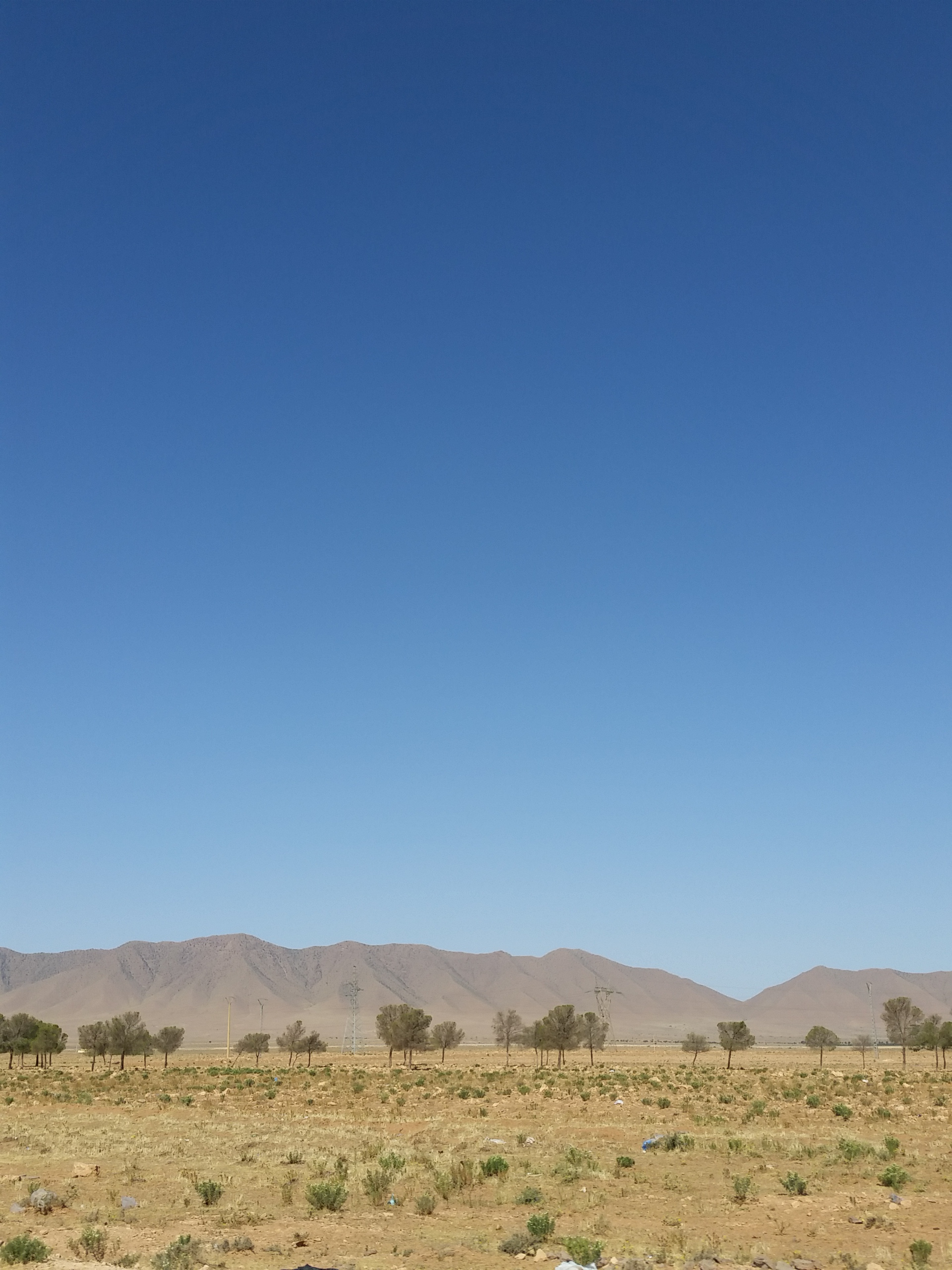
Espace steppique et la montagne au fond.

Depuis, la création de la wilaya de Naama, Mécheria connaît un développement économique important, sa gare de chemin de fer a supplanté celle d'Aïn Sefra. Elle détient les principales fonctions économiques de la wilaya.
Elle dispose également d'un gros marché d'ovins et de la laine.

## Transports
La ville de Méchria est au croisement de trois routes nationales, la RN 119 en direction d'El Bayadh, la Route nationale 22 en direction de Tlemcen  et la Route nationale 6, l'un des carrefours qui relient le Sud algérien à l'Oranie.
Elle est également desservie par le train, la gare de Mecheria est située sur la Ligne d'Oued Tlelat à Béchar reliant Oran à Béchar. Le trajet entre Oran et Méchria dure deux heures et demi.
La ville a un aéroport national au sud de la ville, l'Aéroport de Méchria.

## Sport
La ville de Mecheria compte deux clubs de football, le club phare fondé en 1936; le Sari Chabab Mecheria et l'Ittihad Riadhi Mecheria fondé quant à lui en 1983. En 2001, le SCM (dénommé à l'époque le CRBM) a pu atteindre la finale de la Coupe d'Algérie de football 2000-2001, une première dans l'histoire de la région.

## Personnalités liées à la commune
- Souad Aït Salem, athlète, y est née.
- Mohamed Bekhtaoui, footballeur, y est né.
- Mohamed-Kébir Békri, homme politique français, y est né.
- Zoghman Mebkhout, mathématicien, y est né.
- Abdelmadjid Tebboune, homme d'État, président de la République algérienne, y est né.